# Куевас де Сан Маркос
Куевас де Сан Маркос (на испански: Cuevas de San Marcos) е населено място и община в Испания. Намира се в провинция Малага, в състава на автономната област Андалусия. Общината влиза в състава на района (комарка) Антекера. Заема площ от 37 km². Населението му е 4107 души (по преброяване от 2010 г.). Разстоянието до административния център на провинцията е 85 km.